# Лесное (Кропивницкий район)
Лесное (укр. Лісне) — село в Катериновской сельской общине Кропивницкого района Кировоградской области Украины.
Население по переписи 2001 года составляло 207 человек. Почтовый индекс — 27614. Телефонный код — 522. Код КОАТУУ — 3522580602.